# Misgolas cliffi
Misgolas cliffi är en spindelart som beskrevs av Wishart 2006. Misgolas cliffi ingår i släktet Misgolas och familjen Idiopidae.
Artens utbredningsområde är New South Wales. Inga underarter finns listade i Catalogue of Life.